# Marron glacé
I marron glacé (nome francese, reso in italiano come marroni glassati o canditi), sono una particolare lavorazione pasticcera della castagna (in particolare della varietà denominata marrone), che viene sciroppata e poi ricoperta con una glassa di zucchero. La realizzazione dura più giorni durante i quali il frutto viene immerso in sciroppi di concentrazione crescente. La lavorazione è complicata dal rischio di rompere il dolce durante i vari passaggi.

## Storia

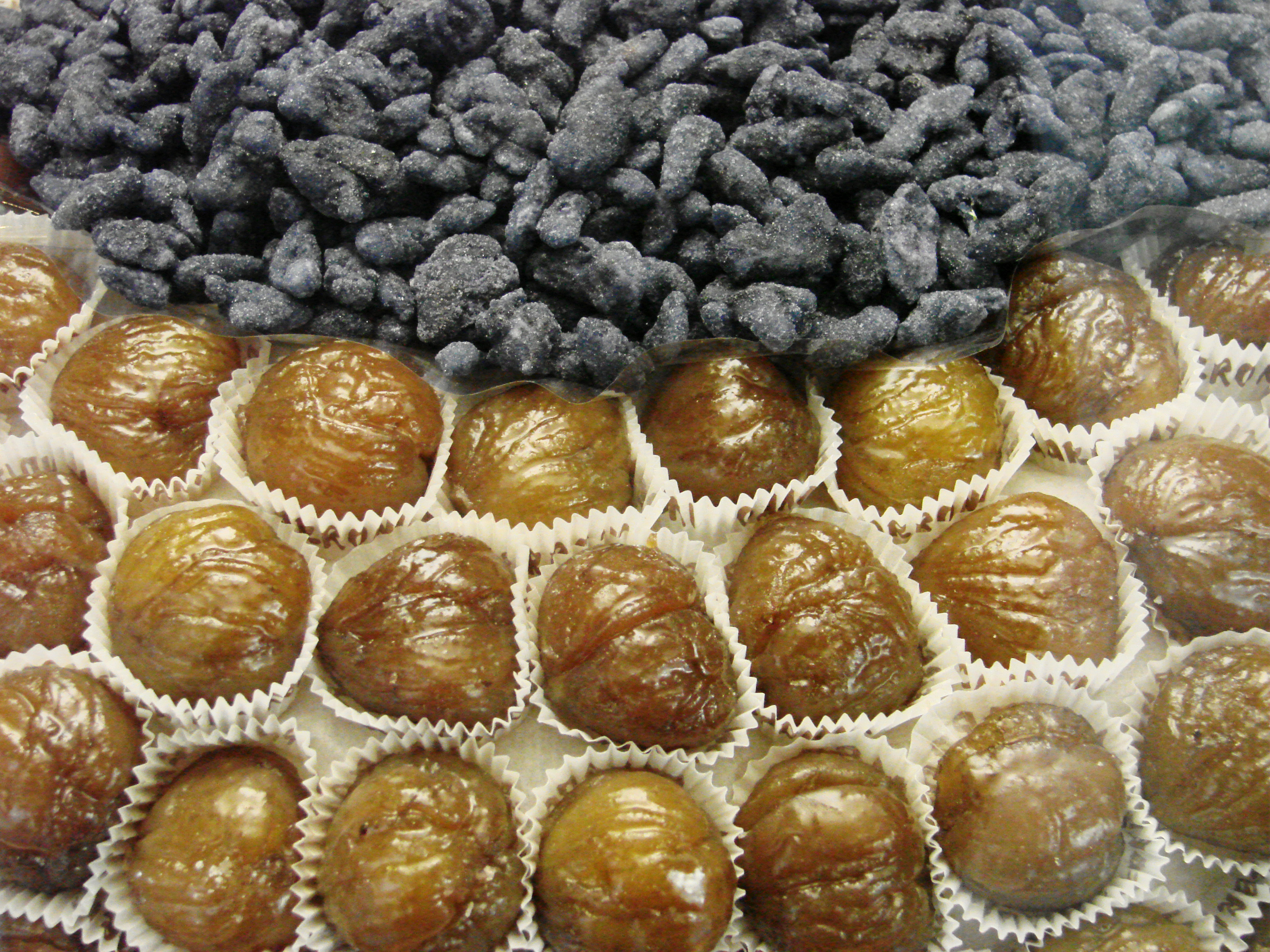
Marrons glacés

Una teoria dà la loro nascita in Francia nel XVII secolo.
Nel 1667, François Pierre La Varenne, capocuoco per dieci anni di Nicolas Chalon du Blé, marchese di Uxelles (vicino a Lione e in una zona di produzione di castagne), e figura di spicco del movimento della Nouvelle Cuisine dell'epoca, pubblicò il suo best-libro in vendita Le parfaict confiturier in cui è stata pubblicata la prima ricetta dei marron glacé.
La seconda teoria afferma che il marron glacé potrebbe aver avuto origine, nel XVI secolo, a Lione.
Secondo alcuni la nascita del marron glacé avviene intorno al Cinquecento (grazie ad una maggiore disponibilità dello zucchero) nel Cuneese, dove si raccoglievano (e si raccolgono tuttora, per essere esportati in tutt'Europa) grandi quantità di castagne. Sembra, secondo questa tesi, che i marron glacé furono inventati da un cuoco di corte del duca di Savoia Carlo Emanuele I (1562-1630).
Una ricetta compare nel trattato Confetturiere Piemontese, stampato a Torino nel 1790.

## Preparazione[4][7]
La preparazione del marron glacé dura svariati giorni. I frutti, già selezionati in base al diametro, vengono inizialmente immersi in acqua per nove giorni (novena) al fine di completare la maturazione e di facilitare la successiva pelatura. Questa avviene praticando una piccola incisione sulla buccia e sottoponendo il frutto a un getto di vapore.
Il marrone viene quindi cotto in acqua, e l'acqua di cottura (insieme a saccarosio e vaniglia) farà da base per la successiva canditura con sciroppo di zucchero scaldato progressivamente fino a raggiungere i 70 °C. Affinché il risultato acquisti una morbidezza adeguata, la canditura deve durare una settimana circa. Quando il marrone è candito (ovvero saturo di zucchero), esso viene posto a scolare per almeno 24 ore su griglie.
La fase finale, la glassatura, prevede di stendere la glassa (preparata con zucchero a velo e acqua e lasciata riposare per 24 ore) sul marrone candito, di trasferire il dolce in forno per breve tempo al fine di far cristallizzare la glassa e darle il tipico aspetto traslucido.